# Constance de Moncade
Constance de Moncade, née vers 1245 et morte en 1310, fille de Gaston VII de Moncade, vicomte de Béarn, et de Mathe de Matha, vicomtesse de Marsan, fut vicomtesse de Marsan de 1272 jusqu'à sa mort en 1310.

## Famille
Constance de Moncade, née vers 1245, est la fille aînée de Gaston VII de Moncade, vicomte de Béarn et de son épouse Mathe de Matha, vicomtesse de Marsan.

## Mariages
Constance de Moncade épouse en premières noces le 23 mars 1260 Alphonse d'Aragon († 26 mars 1260), fils de Jacques Ier le conquérant, roi d'Aragon, et d’Aliénor de Castille, qui meurt trois jours après le mariage.
Après de nouvelles négociations de mariage avec le futur roi Henri Ier de Navarre, elle se remarie en secondes noces le 15 mai 1269 avec Henry de Cornouailles (1235 † 1271), fils de Richard de Cornouailles, comte de Cornouailles puis roi des Romains, et d'Isabelle le Maréchal . Il est assassiné à Viterbe deux ans plus tard.
Le roi d'Angleterre Édouard Ier intervient dans une lettre adressée à Constance de Moncade en l'engageant à épouser son « cousin », le comte Aymon II de Genève, comte de Genève. Le mariage en troisièmes noces est contracté à Paris, le 6 juillet 1279,. Les deux époux se marient au mois de septembre,. Le comte de Genève apporte à sa femme « la moitié de ses terres, [lui assignant] en garantie ses châteaux et mandements d'Annecy, de La Roche, d'Alby et de la Balme », au cas où il meurt avant elle. Le comte Aymon se rend auprès de sa femme à Marsan où il reste, semble-t-il, jusqu'à sa mort, le 18 novembre 1280, sans postérité.
Constance de Moncade n’eut aucun enfant de ses trois mariages.

## Disputes sur la succession de Bigorre
Le testament de sa grand-mère maternelle Pétronille de Bigorre († 1251), comtesse de Bigorre et vicomtesse de Marsan, précisait que la Bigorre revenait à sa fille aînée Alix de Montfort, tandis que le pays de Marsan revenait à sa fille cadette Mathe de Matha. Alix meurt en 1255, laissant la Bigorre à son fils Eschivat IV de Chabanais, et Mathe meurt vers 1272, laissant le pays de Marsan à Constance de Moncade. Gaston VII de Béarn soutient Eschivat à conserver son comté face aux ambitions de Simon V de Montfort, mais conteste le testament de Pétronille à la mort d’Eschivat sans postérité en 1283, et dispute la Bigorre, qu’il revendique au nom de Constance, à Laure de Chabanais, la sœur d’Eschivat.
Mais le roi Édouard Ier d’Angleterre n’accepte pas cette union entre le Béarn et la Bigorre, qui rendrait Gaston VII trop puissant à son goût, et fait occuper le comté de Bigorre en 1284 par son lieutenant Jean Ier de Grailly, obligeant Gaston à rappeler ses troupes. Il prend possession de tous les châteaux du comté en 1284. Constance de Moncade en appelle à Philippe IV le Bel, roi de France, qui ordonne la saisie du comté, se basant sur un acte du comte Bernard II de Bigorre, qu’il interprète comme une donation.

## Vicomté de Marsan
Constance de Moncade adresse également son mécontentement au duc d'Aquitaine face aux agissements de ses représentants dans sa vicomté de Marsan, notamment « les difficultés que lui créent les officiers royaux pour tenir sa cour des Sehrs ». En 1289, Édouard Ier intervient pour que la cour puisse se tenir librement.